# Shack
A Shack angol rockegyüttes. Alternatív rockzenét játszanak. 1987-ben alakultak meg Liverpoolban. Jelenleg négy taggal rendelkeznek: Michael Headdel, John Headdel, Iain Templetonnal és Martyn Campbell-lel. A csapat a The Pale Fountains nevű zenekar felbomlása után jött létre. Michael és John Head ugyanis itt zenéltek. A Shack karrierje alatt öt nagylemezt és három egyéb albumot jelentetett meg.
Először 1987-től 1992-ig működtek, majd 1998-tól napjainkig.

## Diszkográfia
Stúdióalbumok
- Zilch (1988)
- Waterpistol (1995)
- H.M.S. Fable (1999)
- ...Here's Tom with the Weather (2003)
- On the Corner of Miles and Gil (2006)

Egyéb kiadványok
- Arthur Lee and Shack Live in Liverpool (2003, koncertalbum)
- The Fable Sessions (2003)
- Time Machine: The Best of Shack (2007, válogatáslemez)